# Pinikir
Pinikir war ursprünglich eine elamische Muttergottheit, deren Verehrung später Eingang in Mesopotamien, bei den Hurritern und schließlich auch bei den Hethitern fand.

## Elam
Die elamische Muttergöttin Pinikir (auch Binengir) wurde in allen Perioden elamischer Geschichte verehrt. Vor allem in älterer Zeit ist sie eine der Hauptgottheiten Elams. Pinikir war die Geliebte von Humban und auch des Ningusinak. Sie hatte bedeutende Tempel in Susa und Tschoga Zanbil. Vermutlich stellte sie, ähnlich wie bei der mit ihr verglichenen mesopotamischen Göttin Ištar, den Liebesaspekt der Göttin dar, während sich der kriegerische Aspekt in Kiririša verkörperte.

## Hurriter
Hurritische Zeugnisse über Pirengir sind selten. Sie wird in einer Götterliste aus Emar mit der mesopotamischen Göttin Ninsianna gleichgesetzt, welche auch als „Ištar des Sterns“ bekannt war. In hurritischen kaluti-Listen wird die „Herrin Pirinkir“ genauer als „Ištar des Himmels“ bezeichnet. Somit ist Pirengir der astrale Aspekt der Ištar-Šauška.

## Hethiter
In der hethitischen Stadt Šamuḫa wurde Pirinkir im Tempel der „Göttin der Nacht“ in Form einer Goldscheibe verehrt. Ihr dortiger Kult wird besonders im papilili-Ritual beschrieben, wobei die an sie gerichteten Gebete in Babylonischer Sprache (heth. papilili) rezitiert wurden, was auf den Fremdkult hinweist. In diesem wird sie als „Göttin von Elam“ sowie als Tochter von Sîn und Ningal und als Zwillingsschwester des Šamaš angerufen. Als ihr Wesir wird Ilabrat genannt.
Die Göttin verschmolz nach der Einführung bei den Hethitern mit dem einheimischen Pferdegott Pirwa und Pirinkir wurde zusammen mit Šauška in einer rituellen Pferdedressuranleitung angerufen, wobei die Anrufungen nun teilweise auf Hurritisch oder Luwisch erfolgten.
Möglicherweise wird die Göttin, die als astraler Aspekt der Ištar auch männliche Form annehmen konnte, im hethitischen Felsheiligtum Yazılıkaya in der männlichen Reihe gezeigt. Das dortige Felsrelief 31 zeigt eine geflügelte Gottheit, deren hieroglyphenluwische Inschrift als DEUS PURUS+ra/i gelesen, aber nicht gedeutet werden kann. Für eine Identifizierung mit Pirinkir sprechen die für Astralgottheiten typischen Flügel, zumal auch die mesopotamische Ištar und die hurritische Šauška geflügelt dargestellt wurden. Zudem nennen einige hurritische Opferlisten des Teššub manchmal die „Herin Pirinkir“.
Möglicherweise wird die Göttin auch in einer spätluwischen Inschrift (Mitte 8. Jh. v. Chr.) aus Karkamis genannt, wo die Gottheit DEUS Pa+ra/i-ka+ra/i genannt wird.